# Pierre Auguste Cot

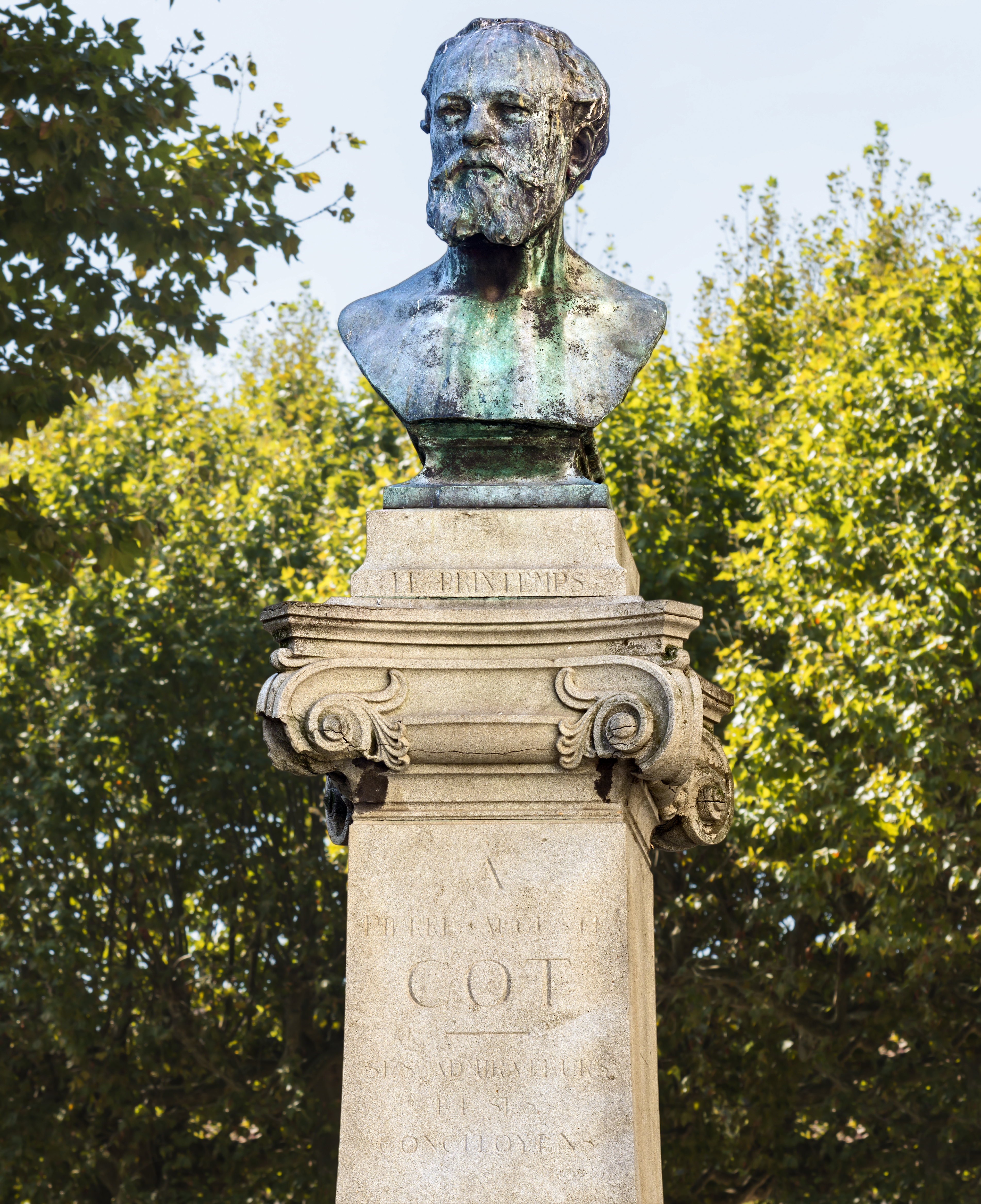
Bronzen portretbuste (1891) van Cot door Antonin Mercié in Bédarieux

Pierre Auguste Cot (Bédarieux, 17 februari 1837 – Parijs, 2 augustus 1883) was een Frans kunstschilder. Hij wordt gerekend tot de academische kunst.

## Leven en werk
Cot studeerde aan de Kunsthogeschool te Toulouse en trok daarna naar Parijs. Daar studeerde hij verder onder Alexandre Cabanel, Léon Cogniet en William Bouguereau. In 1863 debuteerde hij succesvol met een expositie in de Parijse salon, won daarna diverse prijzen en medailles en werd in 1874 benoemd in het Franse Legioen van Eer.
Het werk van Cot wordt gerekend tot de academische kunst. Hij maakte diverse schilderijen van blijvende waarde en populariteit, zoals Le Printemps (De lente, 1873) en La Tempête (De storm, 1880), beide te zien in het Metropolitan Museum of Art te New York. Cot genoot ook bekendheid als portretschilder.
Meerdere werken van Cot zijn te zien in het Louvre te Parijs.

## Galerij

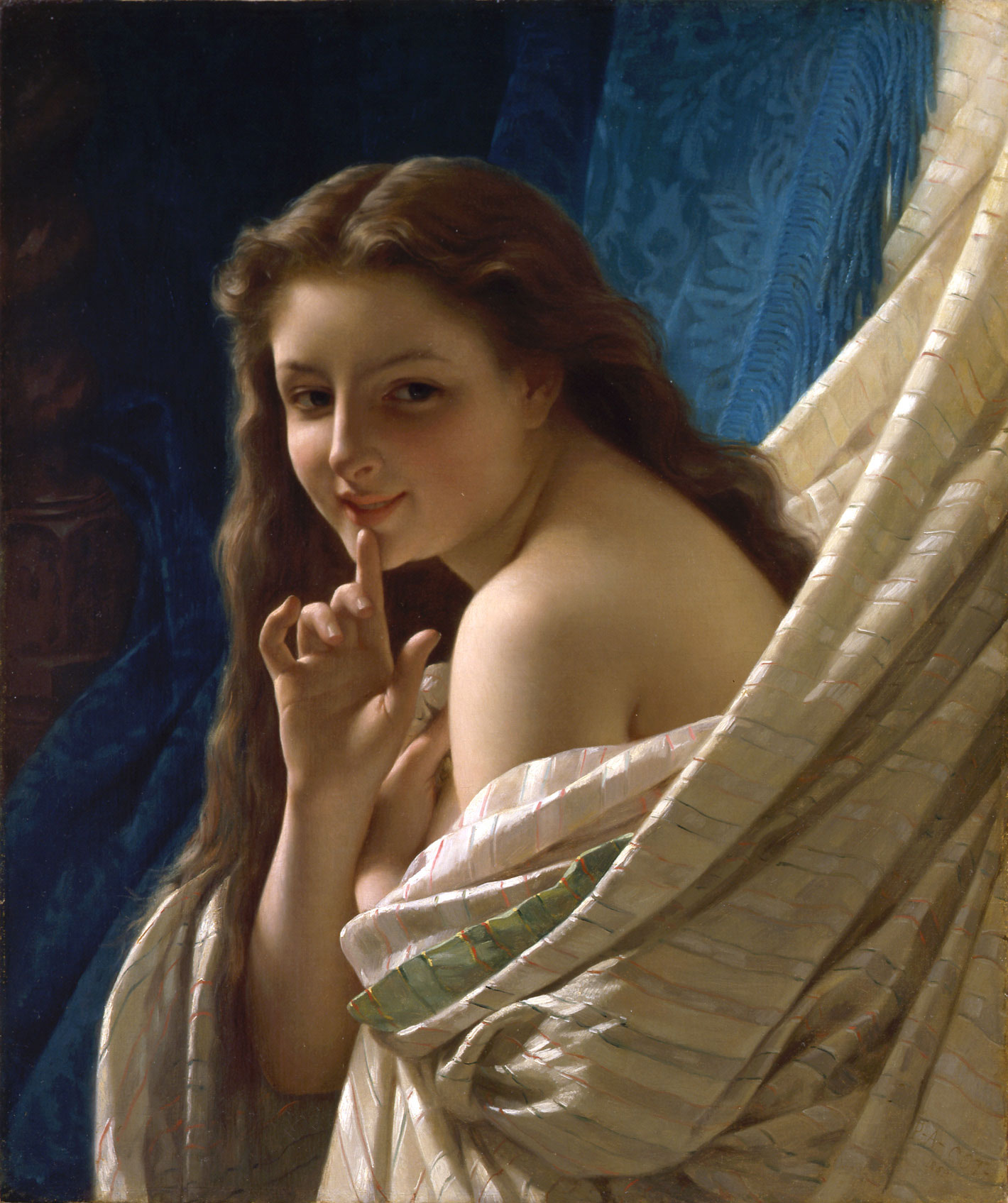
Portret van een jonge vrouw, 1869
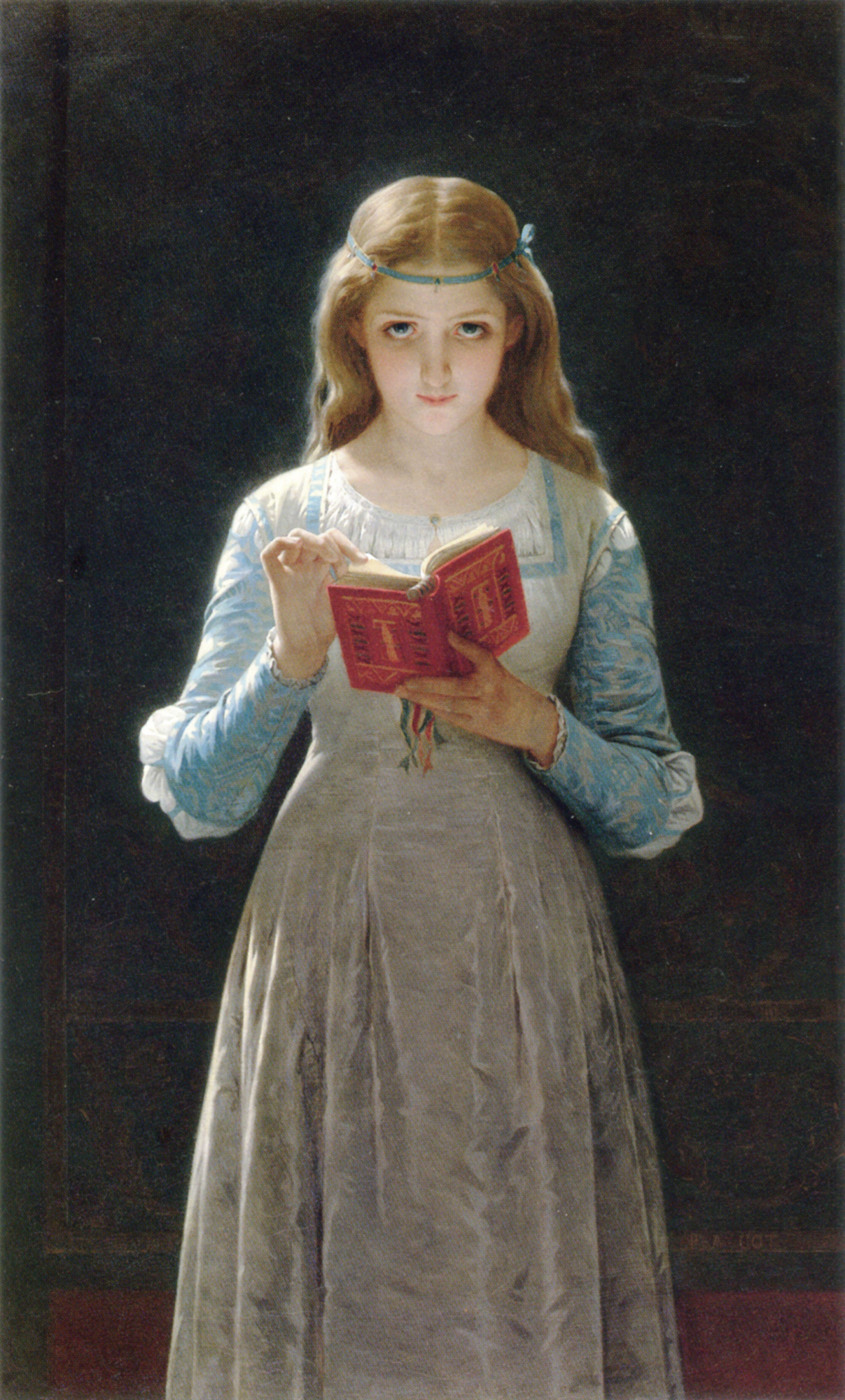
Ophelia, 1870
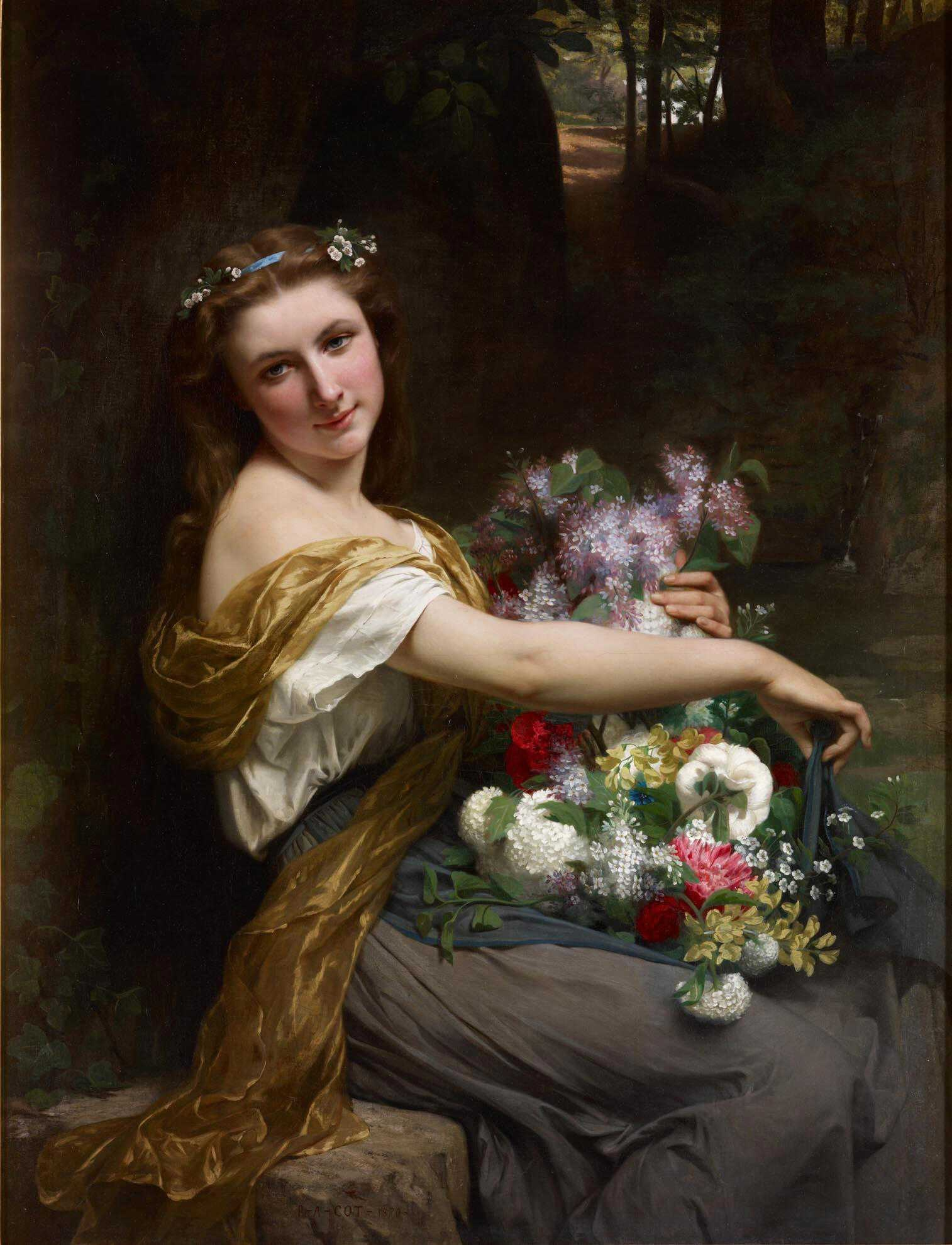
Meisje met bloemen, ca. 1870, Chimei Museum, Tainan
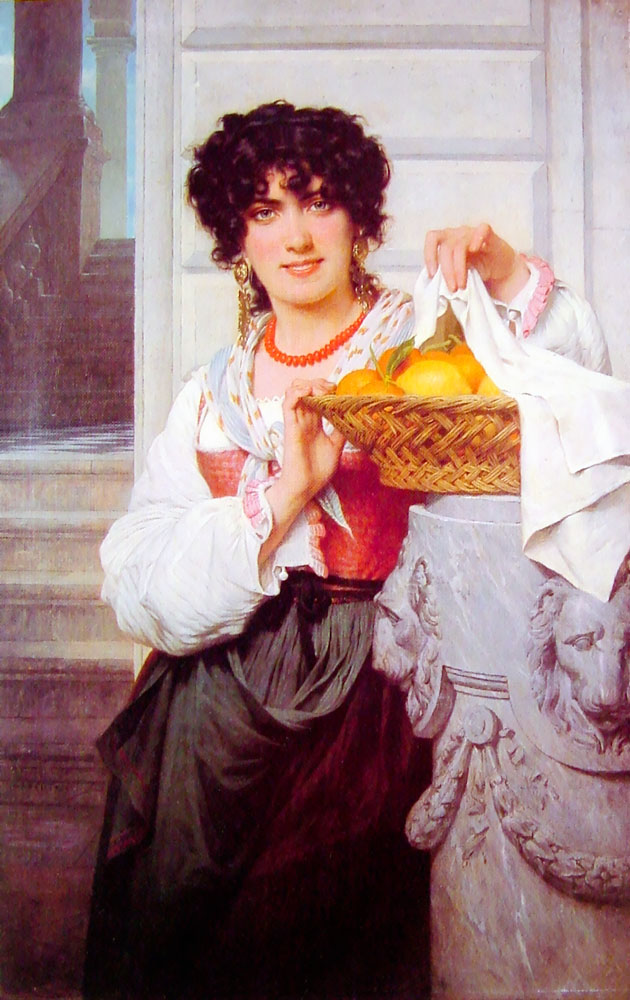
Meisje met een mandje sinaasappelen en citroenen, 1871
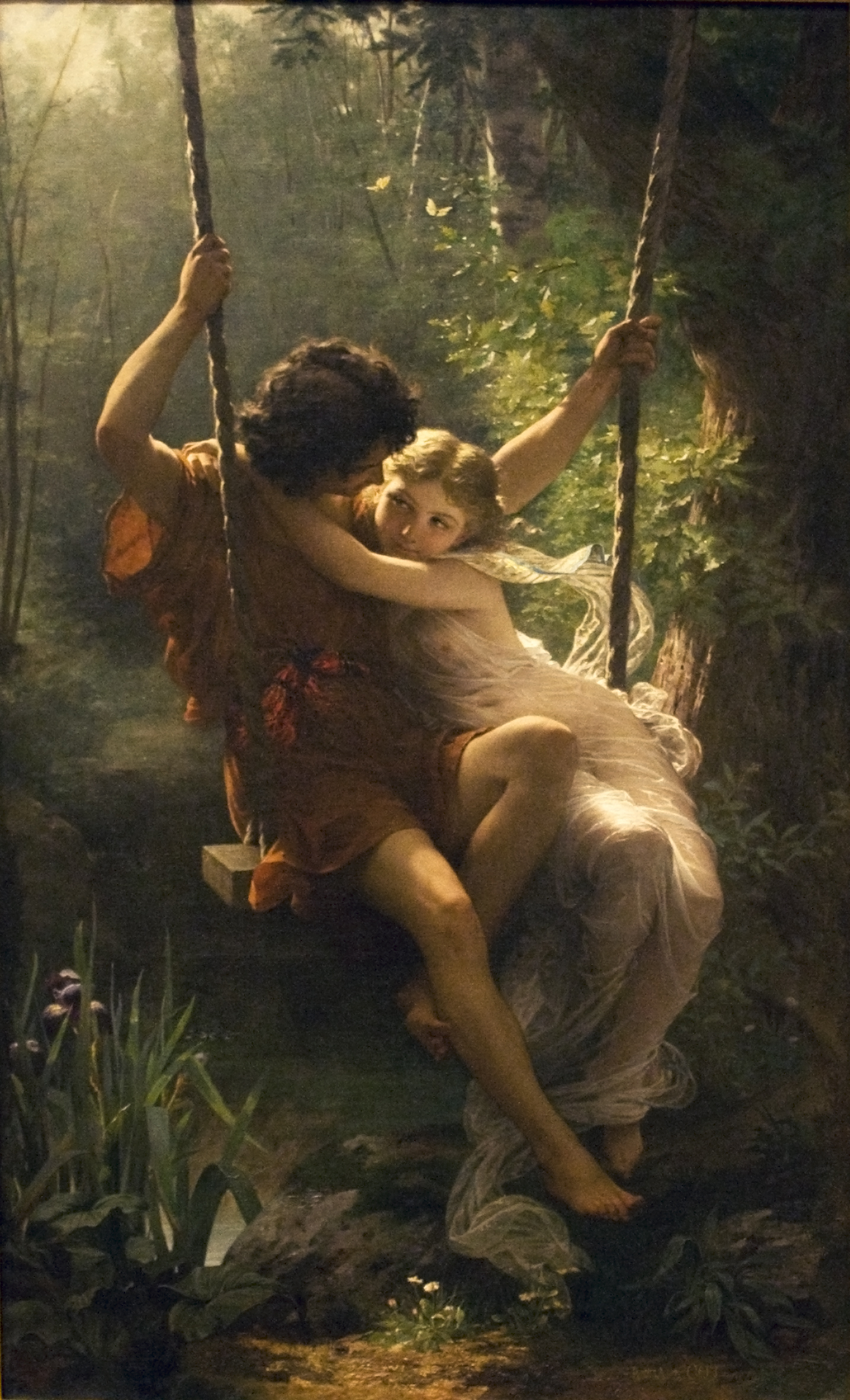
Le printemps, 1873, Metropolitan Museum of Art, New York
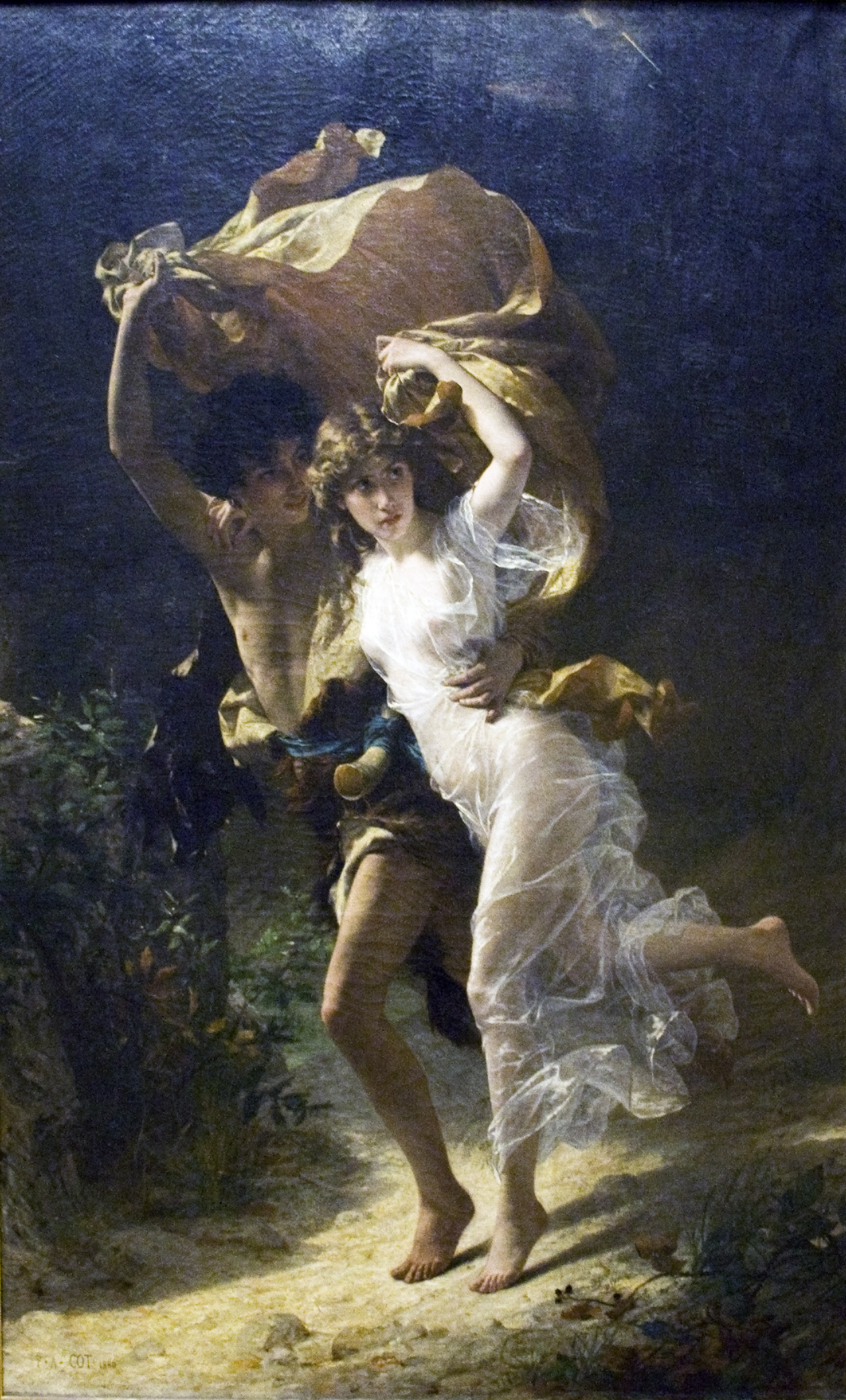
La Tempête, 1880, Metropolitan Museum of Art, New York
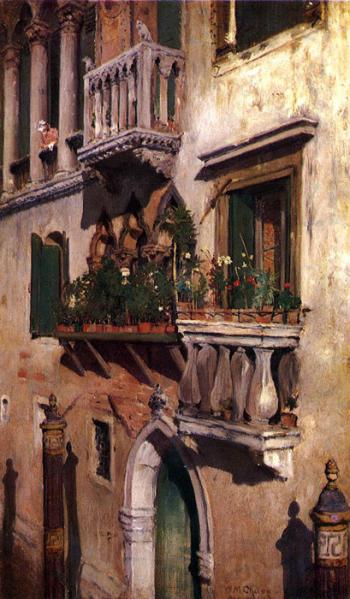
Venice
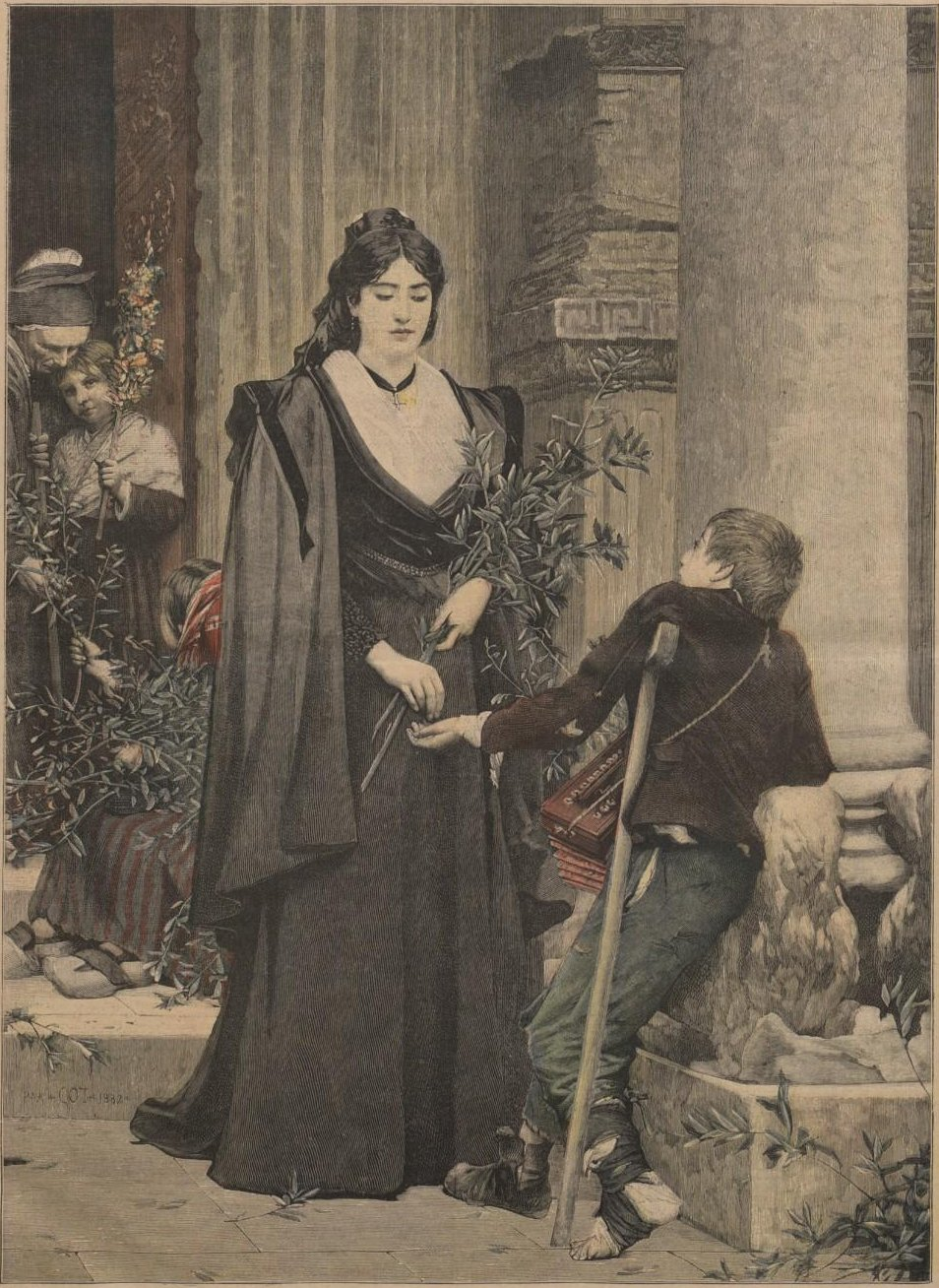
Mireille, 1880, Musée Fabre, Montpellier